# El Aïn
El Aïn (arabe : العين) est une ville tunisienne située à 4,5 kilomètres à l'ouest de Sfax.
Rattachée administrativement au gouvernorat de Sfax, elle constitue une municipalité comptant 43 337 habitants en 2014. Elle fait partie de l'agglomération sfaxienne dont elle constitue une banlieue résidentielle de type pavillonnaire.